# Пизакане, Фабио
Фабио Пизакане (итал. Fabio Pisacane; родился 28 января 1986 года, Неаполь, Италия) — итальянский футболист и тренер.

## Клубная карьера
Фабио Пизакане является воспитанником «Дженоа». За клуб сыграл один матч против «Катандзаро».

### Аренды
В 2005 году перешёл в аренду в «Равенну». За клуб дебютировал в матче против «Пиццигеттоне». Всего за «Равенну» сыграл 12 матчей.
В 2006 году перешёл в аренду в «Кремонезе». За клуб дебютировал в матче против «Виченцы». Всего за «Кремонезе» сыграл 22 матча, где получил 4 жёлтых карточки.
В 2007 году перешёл в аренду в «Виртус Ланчано». За клуб дебютировал в матче против «Таранто». Всего за «Виртус Ланчано» сыграл 23 матча, где получил 4 жёлтых карточки и удалился в матче против «Самбенедеттезе».

### «Лумедзане» и «Анкона»
В 2008 году Пизакане перешёл в «Лумедзане». За клуб дебютировал в кубке Италии против «Перуджи». Свой первый гол забил в ворота «Реджаны». В 2009 году перешёл в аренду в «Анкону». За клуб дебютировал в кубке Италии против «Лумедзане». Всего за «Анкону» и «Лумедзане» Пизакане сыграл 85 матчей, где забил 5 мячей и получил 12 жёлтых карточек.

### «Тернана»
1 августа 2011 года перешёл в футбольный клуб «Тернана». За клуб дебютировал в матче против «Виареджо». Свой первый гол забил в ворота «Фолиньо». В матче против «Новары» получил травму колена и в итоге не вышел на поле ни разу после травмы. Всего за «Тернану» сыграл 41 матч, где забил 3 мяча.

### «Авеллино»
11 июля 2013 года перешёл в «Авеллино 1912». За клуб дебютировал в матче против «Монцы». Свой единственный гол забил в ворота футбольного клуба «Виртус Энтелла». Всего за «Авеллино» сыграл 86 матч, где забил гол и получил 15 жёлтых карточек.

### «Кальяри»
14 июля 2015 года за 150 тысяч евро перешёл в «Кальяри». За клуб дебютировал в матче против «Кротоне». Свой первый гол забил в ворота «Трапани». Из-за неизвестного повреждения пропустил матч с «Кьево». В матчах против «Кьево» и «Кротоне» получил удаления. В матче против «Беневенто» получил травму и пропустил матч с «Торино». В матче против «Удинезе» получил 2 жёлтых карточки. В матче против футбольного клуба «СПАЛ» получил травму и пропустил матч с «Торино». Всего за 6 лет в «Кальяри» сыграл в 153 матчах, где забил 5 мячей, отдал 3 голевых паса и получил 34 карточки.

### «Лечче»
19 января 2021 года перешёл в «Лечче». За клуб дебютировал в матче против «Эмполи». В матче против «Венеции» отдал две голевые передачи. 13 сентября 2021 года порвал крестообразную связку и выбыл до марта 2022 года. 8 февраля 2022 года разорвал контракт по обоюдному согласию. Всего за «Лечче» сыграл 10 матчей, где отдал два голевых паса.
Всего за карьеру сыграл 433 матча, где забил 14 мячей, отдал 6 голевых передач и получил 75 жёлтых карточек.

## Тренерская карьера
8 июня 2022 года Пизакане вошёл в тренерский штаб «Кальяри», придя в него вместе с новым главным тренером Фабио Ливерани. 26 декабря того же года он заменил на скамейке запасных временного тренера Роберто Муцци, который не смог из-за почечных коликов, сопровождаемых высокой температурой, принять участие в матче против «Козенцы»; этот матч завершился победой «Кальяри» со счётом 2:0.

## Достижения

### Клубные
- Чемпион Серии B: 2015/16

### Личные
- Футболист 2016 года по версии The Guardian[30]